# صموئيل ميريل
صموئيل ميريل هو سياسي أمريكي، ولد في 29 أكتوبر 1792 في بيتشام في الولايات المتحدة، وتوفي في 24 أغسطس 1855 في إنديانابوليس في الولايات المتحدة. انتخب Indiana State Treasurer ‏ (28 ديسمبر 1822 – 13 فبراير 1834) وانتخب عضو مجلس نواب إنديانا ‏ (6 ديسمبر 1819 – 2 ديسمبر 1822).